# Sebastian Kudas
Sebastian Ludwik Kudas (ur. 31 sierpnia 1978 w Krakowie) – polski rysownik, ilustrator, scenograf Piwnicy pod Baranami.

## Życiorys
Absolwent VIII Prywatnego Liceum Ogólnokształcącego w Krakowie. Od 1995, dzięki Jerzemu Skarżyńskiemu i Piotrowi Skrzyneckiemu, związany z jako scenograf i rysownik  „Piwnicą pod Baranami”. Zrealizował kilkadziesiąt scenografii do programów „Piwnicy” (również za granicą: w Sztokholmie, Malmö, Oslo, Wiedniu, Chicago, Toronto i Nowym Jorku), recitali artystów piwnicznych, oraz filmu dokumentalnego o Wisławie Szymborskiej w reżyserii Antoniego Krauze. W 1997 wybrany do Rady Artystycznej „Piwnicy pod Baranami”. 
Jako ilustrator współpracował z Jackiem Kaczmarskim, Ewą Lipską, Janem Nowickim, Janem Kantym Pawluśkiewiczem, Januszem Radkiem, Michałem Rusinkiem. Autor ilustracji do tomików poezji (m.in. Epitafia Wisławy Szymborskiej, Ewy Lipskiej, Bronisława Maja, Michała Rusinka oraz Apologia Balceroviciana i Balceroviciana varia), wydawanych przez kawiarnię Nowa Prowincja. W 1999 wraz z Janem Kantym Pawluśkiewiczem i Grzegorzem Turnauem założył „Chwilową Grupę Artystyczną TRIO” (wystawy w Gliwicach, Bytomiu, Jeleniej Górze i Krakowie), a w 2001 z Barbarą Stępniak-Wilk i Maciejem Dancewiczem – „Grupę Apokryficzną”. Pracował jako asystent reżysera z Antonim Krauze (film dokumentalny o „Piwnicy po Baranami”) i Mártą Mészáros (spektakl „Tramwaj zwany pożądaniem”).
Współpracował z „Dziennikiem Polskim”, „Przekrojem” i „Zwierciadłem”, „Bluszczem”, „Gazetą Wyborczą”. Kurator wystaw „Szuflada Szymborskiej” w Muzeum Narodowym w Krakowie (oddział Kamienica Szołayskich) oraz „Szymborska- wyklejanki”. Współredaktor zbioru zabaw literackich Wisławy Szymborskiej „Błysk rewolwru” (Wydawnictwo Agora, 2013) oraz zbioru korespondencji „Najlepiej w życiu ma twój kot” (Wydawnictwo Znak, 2016).
Swoje rysunki pokazywał na wystawach w Krakowie, Sopocie, Częstochowie, Sandomierzu, Tarnobrzegu, Mińsku Mazowieckim oraz Wiedniu, Ebenfurth, Norymberdze, Sofii i Nowej Zagorze.
W 2007 otrzymał Nagrodę im. Wiesława Dymnego, przyznawaną za wszechstronną działalność artystyczną przez Fundację im. Wiesława Dymnego z siedzibą w Montrealu.